# J. R. D. Tata
Jehangir Ratanji Dadabhoy Tata LH (29. července 1904, Paříž – 29. listopadu 1993, Ženeva) byl indicko-francouzský podnikatel. Založil několik firem, které patřily nebo patří do holdingu Tata Group, např. Tata Motors nebo Air India (původně Tata Air Services). V roce 1929 se stal prvním pilotem v Indii.
Za svůj příspěvek k rozvoji indického průmyslu obdržel nejvyšší indická civilní vyznamenání Bharat Ratna a Padma Vibhushan a rovněž francouzský Řád čestné legie.

## Život
Jeho otcem byl indický podnikatel Ratanji Dadabhoy Tata, jeho matkou Francouzka Suzanne Brière, první žena, která v Indii řídila auto (v roce 1905). Jeho vzdáleným příbuzným byl pionýr indického průmyslu Džamšéddží Táta.
Díky tomu, že jeho matka byla Francouzka, strávil většinu dětství ve Francii a francouzština byla jeho mateřštinou. Matka mu však zemřela brzy, bylo jí 43 let. Poté byl poslán na studia do Spojené královstvíVelké Británie, chtěl studovat inženýrství v Cambridge. Jako francouzský občan byl však povolán do francouzské armády. V roce 1929 se francouzského občanství vzdal a stal se občanem Indie.
Dne 10. února 1929 získal první pilotní licenci, která byla v Indii vydána. Inspirací, která ho přivedla k létání, pro něj byl francouzský letecký konstruktér Louis Blériot. V roce 1909, když bylo JRD pět let, přeletěl Blériot jako první člověk na světě kanál La Manche.
V roce 1932 založil první indické komerční aerolinie, Tata Airlines. V roce 1946 se staly indickým národním dopravcem Air India, v roce 1953 je vláda D. Néhrua znárodnila.
Do společnosti Tata Sons byl přijat jako neplacená síla v roce 1925. V roce 1938 ve věku 34 let byl zvolen ředitelem Tata Sons, a stal se tak lídrem největšího průmyslového holdingu v Indii. Společnost Tata Group pak úspěšně řídil desítky let, a přitom dbal na vysoký etický standard - odmítal např. podplácení politiků. Hodnota aktiv firmy pod jeho vedením vzrostla ze 100 mil. dolarů na více než 5 miliard. Začínal v době, kdy holding sestával ze 14 firem, o půl století později, když odcházel, jich bylo 95.